# Paint the Sky with Stars
Paint the Sky with Stars – The Best of Enya er det først opsamlingsalbum fra den irske sanger, sangskriver og musiker Enya. Det blev udgivet den 3. november 1997 på Warner Music internationalt og den 11. november 1997 af Reprise Records i USA. Efter hendes verdensomspændende turne i anledningen af hendes forrige album The Memory of Trees fra 1995, begyndte Enya at udvælge numre til et opsamlingsalbum i begyndelsen af 1997, da hendes pladekontrakt med Warner tillod hende at gøre dette. Albummet indeholder sange fra hendes debutalbum Enya, der blev udgivet i 1987 og frem til The Memory of Trees samt to nye numre; "Paint the Sky with Stars" og "Only If...".
Paint the Sky with Stars modtog positive anmeldelser fra musikkritikerne og var en kommerciel succes. Det nåede nummer 4 i Storbritannien og nummer 30 på Billboard 200 i i USA. I USA fortsatte albummet med at sælge godt i de følgende otte år, og nåede fire millioner eksemplarer i 2005. I Japan blev det første ikke-japanske album der blev udgivet af Warner som modtog Japan Gold Disc Award i kategorien Grand Prix Album med over 1 million solgte eksemplarer.

## Modtagelse
Paint the Sky with Stars modtog universel anerkendelse fra musikkritikere. Stephen Thomas Erlewine fra Allmusic gav albummet fem ud af fem mulige stjerne og skrev at "Paint the Sky with Stars: The Best of Enya var et fantastisk 16-sangs overblik over Enyas karrier, indeholdende 14 udvalgte numre fra The Celts, Watermark, Shepherd Moons og The Memory of Trees -- inklusive "Caribbean Blue", "Anywhere Is", "Marble Halls", "Book of Days" og selvfølgelig "Orinoco Flow" -- samt to tidligere uudgivede sange ("Only If...", "Paint the Sky with Stars") der passer godt ind sammen med hendes tidligere arbejde."

## Spor
Alle tekster er skrevet af Roma Ryan, bortset fra "Marble Halls", alt musik er komponeret af Enya og alle sange er produceret af Nicky Ryan.
| #   | Titel                                              | Fra album           | Længde |
| --- | -------------------------------------------------- | ------------------- | ------ |
| 1.  | "Orinoco Flow"                                     | Watermark           | 4:26   |
| 2.  | "Caribbean Blue"                                   | Shepherd Moons      | 3:58   |
| 3.  | "Book of Days"                                     | Shepherd Moons      | 2:56   |
| 4.  | "Anywhere Is"                                      | The Memory of Trees | 3:46   |
| 5.  | "Only If..." (previously unreleased)               |                     | 3:19   |
| 6.  | "The Celts"                                        | Enya                | 2:57   |
| 7.  | "China Roses"                                      | The Memory of Trees | 4:40   |
| 8.  | "Shepherd Moons"                                   | Shepherd Moons      | 3:40   |
| 9.  | "Ebudæ"                                            | Shepherd Moons      | 1:52   |
| 10. | "Storms in Africa"                                 | Watermark           | 4:11   |
| 11. | "Watermark"                                        | Watermark           | 2:26   |
| 12. | "Paint the Sky with Stars" (previously unreleased) |                     | 4:15   |
| 13. | "Marble Halls"                                     | Shepherd Moons      | 3:55   |
| 14. | "On My Way Home" (Single Version)                  | The Memory of Trees | 3:38   |
| 15. | "The Memory of Trees"                              | The Memory of Trees | 4:19   |
| 16. | "Boadicea"                                         | Enya                | 3:28   |

## Singler
"Only If..." blev også udgivet som single same år, sammen med den tidligere ikke-udgivne sang "Willows on the Water" sammen med Oíche Chiúin ("Silent Night") som akkompagnerende numre.
"Boadicea" blev samplet af The Fugees på deres hit "Ready or Not", der nåede nummer 1 på UK Singles Chart; nummeret blev også samplet af Mario Winans på hans hit "I Don't Wanna Know", der nåede nummer 1 i Storbritannien og 2 i USA.

## Produktion
- Produceret af Nicky Ryan
- Arrangeret af Enya and Nicky Ryan
- Tekster af Roma Ryan
- Marble Halls (Traditionel) arrangeret af Enya og Nicky Ryan
- Alle nuumre er udgivet af EMI Songs Ltd
- Fotografi: David Scheinmann
- Kalligrafi og Design: Brody Neuenschwander (vls)
- Mastered af Arun

## Hæder

### Japan Gold Disc Awards
| År   | Modtager/nomineret arbejde | Pris                                      | Resultat |
| ---- | -------------------------- | ----------------------------------------- | -------- |
| 1998 | Paint the Sky with Stars   | Best International Pop Albums of the Year | Vundet   |

## Hitlister
| Hitlise                           | Placering |
| --------------------------------- | --------- |
| Australian ARIA Album Chart       | 10        |
| Austrian Albums Chart             | 3         |
| Belgian Albums Chart (Flanders)   | 9         |
| Belgian Albums Chart (Wallonia)   | 13        |
| Canadian RPM Albums Chart         | 33        |
| Dutch Albums Chart                | 10        |
| Finnish Albums Chart              | 12        |
| German Media Control Albums Chart | 5         |
| Hungarian Albums Chart            | 12        |
| Italian Albums Chart              | 1         |
| Japanese Oricon Albums Chart      | 4         |
| New Zealand Albums Chart          | 6         |
| Norwegian Albums Chart            | 2         |
| Spanish Albums Chart              | 2         |
| Swedish Albums Chart              | 1         |
| Swiss Albums Chart                | 7         |
| UK Albums Chart                   | 4         |
| U.S. Billboard 200                | 30        |

| Hitliste (1997)                 | Placering |
| ------------------------------- | --------- |
| Australian Albums Chart         | 41        |
| Belgian Albums Chart (Flanders) | 33        |
| Belgian Albums Chart (Wallonia) | 47        |
| Hitliste (1998)                 | Placering |
| Australian Albums Chart         | 67        |
| Austrian Albums Chart           | 50        |
| Belgian Albums Chart (Flanders) | 46        |
| Belgian Albums Chart (Wallonia) | 83        |
| Dutch Albums Chart              | 57        |
| Italian Albums Chart            | 12        |
| Japanese Albums Chart           | 44        |
| US Billboard 200                | 83        |

## Certificeringer
| Land | Certificering | Salg        |
| Opsummering | Opsummering   | Opsummering |
| --- | ------------- | ----------- |
| Europa (IFPI) | 3× Platinum   | 3.000.000*  |
| Verdensplan |               | 12,000,000  |
| *Salgstal baseret på certificering alene. ^Forsendelsestal baseret på certificering alene. xUspecificerede tal baseret på certificering alene. |               |             |